# Michael Köhler (Jurist)
Michael C. Köhler (* 21. Mai 1945 in Heidelberg; † 2. August 2022) war ein deutscher Rechtswissenschaftler. Ab 1983 lehrte er als Professor für Strafrecht, Strafprozessrecht und Rechtsphilosophie an der Universität Hamburg.

## Leben und Wirken
Michael Köhler verbrachte die Nachkriegszeit bei seinen Großeltern in der Schweiz. Das Abitur legte er 1964 ab. Er studierte Rechtswissenschaft zunächst in Heidelberg und dann in München. Zu seinen akademischen Lehrern gehörte Ernst Amadeus Wolff. In den Jahren 1968 und 1972 folgten die Staatsexamina. Das Referendariat absolvierte er in Baden-Württemberg. Im Jahr 1972 legte er das Assessorexamen ab. Im selben Jahr wurde er promoviert mit einer von Götz Landwehr betreuten Arbeit zum Thema Das Widerstandsrecht in der deutschen konstitutionellen Staatsrechtstheorie der ersten Hälfte des 19. Jahrhunderts. Köhler war wissenschaftlicher Assistent an der Juristischen Fakultät der Universität Heidelberg bei Wilfried Küper. Im Jahr 1978 erfolgte die Habilitation in den Fächern Strafrecht, Strafprozessrecht und Rechtsphilosophie mit der Arbeit Die bewußte Fahrlässigkeit. Köhler lehrte als Professor 1980 an der Universität Heidelberg und 1982 an der Universität zu Köln.
Ab 1983 lehrte er bis zu seiner Emeritierung als Professor für Strafrecht, Strafprozessrecht und Rechtsphilosophie an der Universität Hamburg. Bis zu seiner Emeritierung 2010 war Köhler dort außerdem Geschäftsführender Direktor des Seminars für Rechtsphilosophie. Im Jahre 2006 wurde er zum Ordentlichen Mitglied der Akademie der Wissenschaften in Hamburg gewählt. Köhler starb am 2. August 2022 im Alter von 77 Jahren.
Seine Forschungsschwerpunkte bilden der Allgemeine Teil des Strafrechts und die Rechtsphilosophie und dabei besonders die Anwendung rechtsphilosophischer Prinzipien auf das positive Recht, die Aktualisierung der rechtsphilosophischen Tradition sowie die Theorie der Gerechtigkeit. Eingehend befasste er sich mit Grundlagenfragen des Strafrechts, darunter der Strafbegründung, den allgemeinen Lehren der Straftat und der Theorie der Rechtsfolgen. Im Jahr 1997 erschien sein Lehrbuch zum Allgemeinen Teil des Strafrechtes. Köhler äußerte sich wiederholt zu strafprozessualen Fragen. Fragen des Drogen- und des Medizinrechtes veranlassten Köhler, sich jahrelang in der Ethikkommission der Ärztekammer Hamburgs zu engagieren.
1996 legte er Verfassungsbeschwerde gegen die Praxis des BND ein, die Telekommunikation mit dem Ausland nach Schlüsselwörtern abzuhören.

## Schriften
- Strafrecht, allgemeiner Teil. Springer, Berlin u. a. 1997, ISBN 3-540-61939-9.
- Über den Zusammenhang von Strafrechtsbegründung und Strafzumessung erörtert am Problem der Generalprävention (= Heidelberger Forum. Bd. 18). v. Decker & Müller, Heidelberg 1983, ISBN 3-8114-7182-1.
- Die bewusste Fahrlässigkeit. Eine strafrechtlich-rechtsphilosische Untersuchung (= Heidelberger rechtswissenschaftliche Abhandlungen. N.F., Bd. 31). Winter, Heidelberg 1982, ISBN 3-533-03091-1 (Zugleich: Heidelberg, Universität, Habilitations-Schrift, 1977–1978).
- Der Begriff der Strafe (= Heidelberger Forum. Bd. 41). v. Decker u. a., Heidelberg 1986, ISBN 3-8226-0886-6
- Die Lehre vom Widerstandsrecht in der deutschen konstitutionellen Staatsrechtstheorie der 1. Hälfte des 19. Jahrhunderts (= Schriften zur Verfassungsgeschichte. Bd. 18). Duncker & Humblot, Berlin 1973, ISBN 3-428-02908-9.